# Анджей Фірлей (ковельський староста)
Анджей Фірлей гербу Леварт (пол. Andrzej Firlej, пом. 1609) — польський шляхтич, урядник Речі Посполитої.

## Життєпис
Син великого коронного маршалка, краківського воєводи Яна Фірлея та його першої дружини Зофії Бонер — доньки банкіра короля Сигізмунда І Старого Северина Бонера.
Отримав старанну підготовку в закордонних протестантських університетах. У 1567-1570 роках зі навчався в Лейпцигу стриєчним братом Феліксом, у Базелі — з Яном Осмольским, Яном Дзєржеком у 1575-1576 роках. До Женеви його запросив Беза. Після повернення додому через родинні впливи став брати участь у публічному житті. Виголосив перед С. Баторієм 1585 року промову стосовно насилля католиків наж євангелістами, незважаючи на Варшавську конфедерацію. Мав каталог всіх випадків насилля в Речі Посполитій. На сеймі 1589 року був депутатом для укладення угоди між католиками та іновірцями. 15 квітня 1589 року став малогощським каштеляном. Споріднений із Яном Замойським, належав до його табору під час інквізиційного сейму. На люблинському з'їзді гостро критикував Сігізмунда ІІІ Вази, був одним із послів до нього. Під час авдієнції пробував досягти компромісу між королем і регалістами. Брав участь у генеральному Торунському синоді 1595 р., був обраний одним із сеньйорів на Волинь та Поділля. Перед рокошем мав гострий конфлікт із регалістом маршалком Мишковським, який використав королівську піхоту для вирішення межового конфлікту між ними. Брав участь у з'їзді рокошан у Сандомирі, де не відіграв значної ролі. Мав посаду радомського каштеляна (з 1591 р.), ковельського старости.
Був два рази одружений. Перша дружина Варвара (Барбара) з Козинських — вдова князя Юрія Збаразького (пом. 1580); за іншими даними, Марія з Козинських — донька руського шляхтича, власника Козина Пилипа Козинського — рідного брата меценатки Почаївського монастиря Ганни з Козинських Гойської. Шлюб — у 1584 або 1585 році, дружина померла у 1591 р. У шлюбі народились 5 дітей, серед яких:
- Ян — смідинський староста, дружини — Катерина Оріховська, Зофія Сеніцька,
- реґіментар Анджей Фірлей, обидвоє навчались за кордоном.

З другою дружиною — Маріанною з Лєщинських (1574—1642) — одружився 1592 року, дорослих дітей не мали. Вона пізніше стала дружиною князя Януша Заславського.